# Parasyntormon emarginicorne
Parasyntormon emarginicorne är en tvåvingeart som beskrevs av Charles Howard Curran 1923. Parasyntormon emarginicorne ingår i släktet Parasyntormon och familjen styltflugor.
Artens utbredningsområde är British Columbia. Inga underarter finns listade i Catalogue of Life.